# Drentse Patrijshond
Drentse Patrijshond (Drentscher Hühnerhund) ist eine von der FCI anerkannte niederländische Hunderasse (Nr. 224, Gr. 7, Sek. 1.2).

## Herkunft und Geschichte
Diese Rasse entstand im 16. Jahrhundert und stammt von Hunden ab, die über Frankreich aus Spanien in die Niederlande kamen. Sie wurden im Osten des Landes, besonders in der Provinz Drenthe rein erhalten und nicht wie anderswo mit anderen Hunderassen vermischt. 1943 wurde der Hund dann durch den Raad van Beheer op Kynologisch Gebied anerkannt.

## Kurzbeschreibung
Der Drentse Patrijshond ist gut proportioniert und wird bis zu 63 cm groß. Die Statur lässt erkennen, dass er die für einen Jagdhund benötigte Geschwindigkeit besitzt.
Das Haar ist dicht und bedeckt den Körper gut. Es ist nicht überall lang, aber da einige Körperteile wie Hals und Vorbrust mit langem Haar bewachsen sind, erweckt es den Eindruck. Die Farbe des Haares ist weiß mit braunen Flecken, mit oder ohne Tüpfelung. Die Umgebung der Augen und die Behänge sind braun.
Seine Ohren sind nicht schwer und hoch angesetzt.
Bei guter Gesundheit kann der Hund 11–12 Jahre alt werden. Die Rasse gilt als robust gegenüber vielen Krankheiten. Anfällig ist der Drentscher Hühnerhund lediglich bedingt durch einen möglichen Erbdefekt für PRA. Außerdem können Ohrenentzündungen und HD auftreten.

## Verhalten und Charakter
Der Drentse Patrijshond ist ein idealer Jagdhund für die verschiedensten Geländearten. Ein ihm angeborener Vorzug ist, dass er mit dem Jäger ständig in Kontakt bleibt. Er ist anpassungsfähig und kann damit verschiedene Arten von Wild jagen, egal ob an Land oder im Wasser. Zudem ist er ein guter Appotierhund. Er braucht nur wenig Ausbildung, da ihm all diese Eigenschaften angeboren sind.
Er besitzt einen sanften Charakter, weshalb man ihn nicht mit Zwangsmethoden ausbilden sollte. Außerdem ist er intelligent und treu. Wenn man ihn gut erzieht und ausbildet, ist er ein guter Familienhund und Begleiter des Jägers.